# Antonieta (film)
Pour plus de détails, voir Fiche technique et Distribution.
Antonieta est un film franco-mexicano-espagnol réalisé par Carlos Saura, sorti en 1982.

## Synopsis
Anna, une psychologue française, fait des recherches sur les femmes célèbres qui se sont suicidées. Elle découvre l'histoire d'Antonieta Rivas Mercado, qui s'est tiré une balle dans le cœur à Notre-Dame de Paris. Elle va chercher à en savoir plus, de son enfance au Mexique, à son exil à Paris après l'échec aux élections présidentielles de son amant, José Vasconcelos.

## Fiche technique
- Titre original : Antonieta
- Réalisation : Carlos Saura
- Scénario : Jean-Claude Carrière, d'après le roman de Andrés Henestrosa
- Direction artistique : Kleomenes Stamatiades
- Décors : Bénédict Beaugé, José Tirado
- Costumes : Fiona Alexander
- Photographie : Teo Escamilla
- Son : Roberto Camacho
- Montage : Pablo G. del Amo
- Musique : José Antonio Zavala
- Production : Pablo Buelna, Benjamin Kruk, Samuel Menkes, Alain Poiré, Nicolas Seydoux
- Société de production : Corporación Nacional Cinematográfica, Gaumont International, France 3 Cinéma, Nuevo Cine
- Société de distribution (France) : Gaumont
- Pays d’origine :  Espagne, Mexique, France
- Langue originale : espagnol, français
- Format : couleur (Eastmancolor) — 35 mm — 2,35:1 (Panavision)
- Genre : drame, biographique
- Durée : 108 minutes
- Tournage : du 28 mai au 17 juin 1982
- Dates de sortie : 
  - Espagne : 21 octobre 1982
  - Mexique : 11 novembre 1982
  - France : 26 janvier 1983
  - Belgique : 1er septembre 1983

## Distribution
- Isabelle Adjani : Antonieta Rivas Mercado
- Hanna Schygulla : Anna
- Ignacio López Tarso : Vargas
- Carlos Bracho : José Vasconcelos
- Gonzalo Vega : Manuel Rodríguez Lozano
- Bruno Rey : Álvaro Obregón
- Fernando Balzaretti : secrétaire de Vasconcelos
- Víctor Junco : Portirio Diaz
- Víctor Alcocer : Orado
- Narciso Busquets : Arq. Rivas Mercado
- José Lavat : Esposo, le mari d'Antonieta
- Héctor Alterio : Leon
- María Montaño : Carmen Mondragón
- Fernando Palavicini : ami de Vasconcelos
- Enrique Beraza : assistant de Vasconcelos
- Hector Noe : assistant de Vasconcelos
- Martín Brek : assistant de Vasconcelos